# Propagula
Propagula – termin stosowany w dziedzinie botaniki jako synonim pojęcia diaspora. W dziedzinie ekologii odnosi się do rozprzestrzeniania się zwierząt i oznacza minimalną liczbę organizmów danego gatunku, która umożliwia skolonizowanie wyspy. Bywa stosowane zarówno w odniesieniu do zwierząt niewielkich (np. ostryg przenoszonych przez fale morskie) jak dużych, zdolnych do świadomych wyborów tras migracji (np. słoniowate zasiedlające wyspy Morza Śródziemnego).